# Ернст I фон Регенщайн-Бланкенбург
Ернст I фон Регенщайн-Бланкенбург (на немски: Ernst I von Regenstein-Blankenburg; * 7 декември 1528 в Бланкенбург; † 17 февруари 1581 в Кведлинбург) е граф на Регенщайн и Бланкенбург в Харц.
Той е син на граф Улрих X фон Регенщайн-Бланкенбург 'Млади' (1499 – 1551) и първата му съпруга графиня Барбара фон Мансфелд-Фордерорт (1505 – 1529), дъщеря на граф Ернст II фон Мансфелд-Фордерорт (1479 – 1531) и първата му съпруга Барбара фон Кверфурт (1483 – 1511). Полубрат е на Бодо II (1531 – 1594) и Каспар Улрих XI фон Регенщайн-Бланкенбург (1534 – 1575).
Граф Ернст I и брат му Бодо II подписват лутеранската „Формула на съгласието“ от 1577 г. и „Книгата на съгласието“ от 1580 г.
Ернст I умира на 17 февруари 1581 г. в Кведлинбург, Харц на 52 години и е погребан в Бланкенбург.

## Фамилия
Ернст I се жени на 2 май 1563 г. в Бланкенбург за графиня Барбара фон Хонщайн-Фирраден (* ок. 1525; † 30 януари 1600 – 25 април 1604), дъщеря на граф Волфганг фон Хонщайн-Фирраден-Швет († 1535) и Катарина фон Хонщайн-Клетенберг (* ок. 1490). Те имат децата:
- Улрих (* 1 октомври 1564; † 14 декември 1578), абат в Михаелщайн 1575
- Хайнрих Волфганг (* 23 ноември 1565; † умира след раждането))
- Хайнрих Волфганг (* 27 май 1567; † 2 юли 1567)
- Ернст II (* 26 октомври 1568; † 12 юли 1594), абат в Михаелщайн 1578
- Мартин (* 7 септември 1570; † 13 април 1597), граф на Регенщайн-Бланкенбург, женен на 5 октомври 1595 г. в Бланкенбург за Доротея фон Золмс-Лаубах (1579 – 1631), дъщеря на граф Йохан Георг I фон Золмс-Лаубах (1547 – 1600) и Маргарета фон Шонбург-Глаухау (1554 – 1606)[6]
- Хедвиг (* 23 февруари 1571/20 януари 1572; † 20 ноември 1634), омъжена на 2 октомври 1592 г. в Бланкенбург за граф Христоф II фон Щолберг (1567 – 1638)[7]
- Сибила (* 12 юли 1575; † 12 юни 1577)